# Хефлин, Ван
Эммет Эван «Ван» Хефлин-младший (англ. Emmett Evan «Van» Heflin Jr.); 13 декабря 1910 — 23 июля 1971) — американский актёр, обладатель премии «Оскар» в 1943 году.

## Биография
Эммет Эван «Ван» Хефлин-младший родился в городке Уолтерс в Оклахоме 3 декабря 1910 года в семье дантиста. Его предки были выходцами из Ирландии и Франции. Его младшая сестра, Фрэнсис Хефлин, тоже стала актрисой. Высшее образование он получил в Университете Оклахомы. где также состоял в братстве Фи Дельта Тета (ΦΔΘ).
Актёрскую карьеру Хефлин начал на Бродвее в начале 1930-х годов, а в 1936 году, после подписания контракта с «RKO», дебютировал на большом экране в фильме «Женщина восстает» с Кэтрин Хепбёрн в главной роли. В 1940 году он появился в картине студии «Warner Bros.» «Дорога на Санта-Фе», а затем перешёл на студию «MGM», где добился большого успеха и признания за роли в фильмах «Г. М. Пульхэм Эсквайр» (1941) и «Джонни Игер» (1942). За последний он даже стал обладателем премии «Оскар» за лучшую мужскую роль второго плана.
Несмотря на это студия «MGM» продолжала снимать Хефлина на ведущих ролях лишь в фильмах категории B, а в более престижных картинах ему предлагали лишь второстепенные роли. Всё же ролей в кино у него было довольно много, и он продолжал оттачивать своё актёрское мастерство на протяжении всех 1940-х годов. У него были успешные роли в картинах «Теннесси Джонсон» (1942), «Убийство на Центральном вокзале» (1942), «Пока плывут облака» (1946), «Странная любовь Марты Айверс» (1946), «Улица Грин Долфин» (1947) и «Три мушкетера» (1948), «Акт насилия» (1948) и «Мадам Бовари» (1949).
В годы Второй мировой войны Ван Хефлин служил оператором в американских ВВС в Европе.
В начале 1950-х годов наиболее яркой стала его роль в картине «Шейн» с Джин Артур в главной роли. В дальнейшем он достаточно успешно исполнил роли в фильмах «Чёрная вдова» (1954) и «В 3:10 на Юму» (1957). На протяжении своей карьеры в кино Хефлин продолжал играть и в театре, где у него были заметные роли в постановках «Филадельфийская история», которая ставилась на Бродвее в конце 1930-х, а также в пьесах Артура Миллера «Воспоминания о двух понедельниках» и «Вид с моста».
Его последняя крупная роль была в фильме-катастрофе «Аэропорт», где он исполнил роль Д. О. Герреро, пассажира, который решил взорвать себя вместе с самолётом, чтобы его жена (в исполнении Морин Стэплтон) получила страховку. Ван Хефлин удостоен двух звёзд на голливудской «Аллее славы» за вклад в киноиндустрию и телевидение.
Ван Хефлин трижды был женат, а его последняя супруга, актриса Френсис Е. Нил, с которой он прожил 25 лет, стала матерью его троих детей. 6 июля 1971 года во время купания в бассейне у актёра случился сердечный приступ. Ему удалось доплыть до лестницы, где он потерял сознание и провисел на ней несколько часов, пока его не обнаружили. Он был доставлен в больницу, где 23 июля 1971 года умер, не приходя в сознание. Ван Хефлин был кремирован, а его прах развеян над океаном.

## Избранная фильмография
| Год  |   | Русское название                              | Оригинальное название            | Роль                         |
| ---- | - | --------------------------------------------- | -------------------------------- | ---------------------------- |
| 1936 | ф | Женщина восстаёт                              | A Woman Rebels                   | лорд Джеральд Уоринг Гейторн |
| 1941 | ф | Джонни Игер                                   | Johnny Eager                     | Джефф Хартнетт               |
| 1942 | ф | Убийство на Центральном вокзале               | Grand Central Murder             | Рокки Кастер                 |
| 1942 | ф | Теннесси Джонсон                              | Tennessee Johnson                | Эндрю Джонсон                |
| 1946 | ф | Странная любовь Марты Айверс                  | The Strange Love of Martha Ivers | Сэм Мастерсон                |
| 1948 | ф | Три мушкетера                                 | The Three Musketeers             | Атос                         |
| 1948 | ф | Акт насилия                                   | Act of Violence                  | Фрэнк Р. Энли                |
| 1949 | ф | Мадам Бовари                                  | Act of Violence                  | Шарль Бовари                 |
| 1951 | ф | Вор                                           | The Prowler                      | Уэбб Гарвуд                  |
| 1953 | ф | Шейн                                          | Shane                            | Джо Старретт                 |
| 1954 | ф | Рейд                                          | The Raid                         | майор Нил Бентон             |
| 1954 | ф | Мир женщины                                   | Woman’s World                    | Джерри Тэлбот                |
| 1954 | ф | Чёрная вдова                                  | Black Widow                      | Питер Денвер                 |
| 1956 | ф | Образцы                                       | Patterns                         | Фред Стейплс                 |
| 1957 | ф | В 3:10 на Юму                                 | 3:10 to Yuma                     | Дэн Эванс                    |
| 1958 | ф | Буря                                          | La tempesta                      | Емельян Пугачёв              |
| 1960 | ф | Пять опозоренных женщин                       | 5 Branded Women                  | Велко                        |
| 1960 | ф | Под десятью флагами                           | Under Ten Flags                  | капитан Бернхард Рогге       |
| 1965 | ф | Величайшая из когда-либо рассказанных историй | The Greatest Story Ever Told     | Бар Аманд                    |
| 1970 | ф | Аэропорт                                      | Airport                          | Д. О. Герреро                |

## Награды
- 1943 — премия «Оскар» за лучшую мужскую роль второго плана в фильме «Джонни Игер».